# Tossenser Altendeich
Tossenser Altendeich ist als Bauerschaft ein Ortsteil von Langwarden in der Gemeinde Butjadingen im Landkreis Wesermarsch.

## Geschichte
Im Jahr 1566 wurde der Tossenser Altendeich/Groden von Graf Anton I. von Oldenburg eingedeicht. Die Ausgabe des Landes erfolgte zu Spatenrecht. Im Jahr 1581 finden sich 18 Kontributionspflichtige, 1637 57. Zur Bauerschaft Tossenser Altendeich gehören Altendeich, Tossenser Mühle, Meitgroden, Tossenserdeich bzw. Tossensergroden.

## Demographie
| Jahr | Einwohner |
| ---- | --------- |
| 1816 | 159       |
| 1858 | 182       |
| 1895 | 153       |
| 1925 | 199       |
| 1950 | 581       |
| 1961 | 477       |
| 1970 | 41        |